# Vaulruz
Vaulruz (frp. Vôru, hist. Thalbach) – gmina (fr. commune; niem. Gemeinde) w Szwajcarii, w kantonie Fryburg, w okręgu Gruyère. 

## Demografia
W Vaulruz mieszka 1 085 osób. W 2020 roku 15,9% populacji gminy stanowiły osoby urodzone poza Szwajcarią.

## Transport
Przez teren gminy przebiega autostrada A12 oraz drogi główne nr 12 i nr 154.